# Đảo Bình Hưng
Đảo Bình Hưng còn gọi là Hòn Chút, Hòn Tý là một đảo nhỏ diện tích dưới 2 km2 thuộc xã Cam Bình, thành phố Cam Ranh, tỉnh Khánh Hòa, Việt Nam. Đảo nằm cách đất liền chỉ 1 km.
Đảo Bình Hưng là một trong Tứ Bình, bao gồm đảo Bình Hưng, bán Đảo Bình Lập, Bình Tiên và đảo Bình Ba. Đây là những khu du lịch biển còn mang vẻ đẹp hoang sơ ở tỉnh Khánh Hòa, còn được mệnh danh là các tiểu Maldives của Việt Nam.
Trên đảo có ngọn hải đăng Hòn Chút, nằm ở tọa độ 11°47'00.6"N 109°13'16.1"E. Trên đảo có khoảng 375 hộ với tổng nhân khẩu khoảng 1800 người. Hải Đăng Hòn Chút có từ cách đây gần 1 thế kỷ nhưng được tu sửa mới nhất vào 1988.

## Điểm tham quan
- Chùa Long Hưng - ngôi chùa của làng chài nổi tiếng linh thiêng.
- Bãi Bình Tiên
- Bãi Kinh
- Bãi Nước ngọt
- Bãi Chuối (thuộc Hòn Sam)
- Bãi Đá Trứng
- Bãi Cây Me
- Hải đăng Hòn Chút.
- An Hill
- Bãi Chướng
- Lăng Ông Nam Hải